# 武昌路
武昌路，元朝时设置的路。
元成宗大德五年（1301年），改鄂州路为武昌路。属湖广行中书省，治所在江夏县（今湖北省武汉市武昌区）。下领一司（录事司），七县：江夏县、咸宁县、嘉鱼县、蒲圻县、崇阳县、通城县、武昌县。辖境相当今湖北省洪湖县以东长江以南，鄂城区、咸宁市、通城县以西等地。至元二十七年（1290年），抄籍数，户一十一万四千六百三十二，口六十一万七千一百一十八。元朝末年，朱元璋政权改为武昌府。